# 兄帰る (漫画)
『兄帰る』（あにかえる）は、近藤ようこによる日本の漫画。小学館の『ビッグコミック』にて不定期連載され、単行本が小学館から全1巻で刊行された。
WOWOWの『ドラマW』で映像化され、2009年2月14日に放送された。

## あらすじ
3年前に誰にも何も告げずに行方不明になった功一が、交通事故に遭い、もの言わぬ姿となって帰ってきた。残された婚約者・真樹子は、彼の足跡をたどる旅に出る。

## 書誌情報
近藤ようこ 『兄帰る』 小学館〈ビッグコミックススペシャル〉、全1巻
- 2006年10月30日発行、ISBN 4091807755, ISBN 978-4091807755

## テレビドラマ
WOWOWのオリジナルドラマ製作プロジェクト『ドラマW』の作品として製作され、2009年2月14日に放送された。

### キャスト
- 山下真樹子：木村佳乃
- 野田功一：高橋和也
- 大貫悠二：津田寛治
- 上原和美：黒谷友香
- 野田理沙：野波麻帆
- 小出秀：笹野高史
- 小佐田多恵：加藤治子
- 小佐田千恵：池内淳子
- 野田勝之：山本學
- 野田ハル子：倍賞美津子

### スタッフ
- 原作：近藤ようこ
- 監督：深町幸男
- 脚本：筒井ともみ
- プロデューサー：井上衛、代情明彦
- 音楽：大友良英
- 主題歌：浜田真理子「風の音」